# Knopsstraße 37–41 (Mönchengladbach)

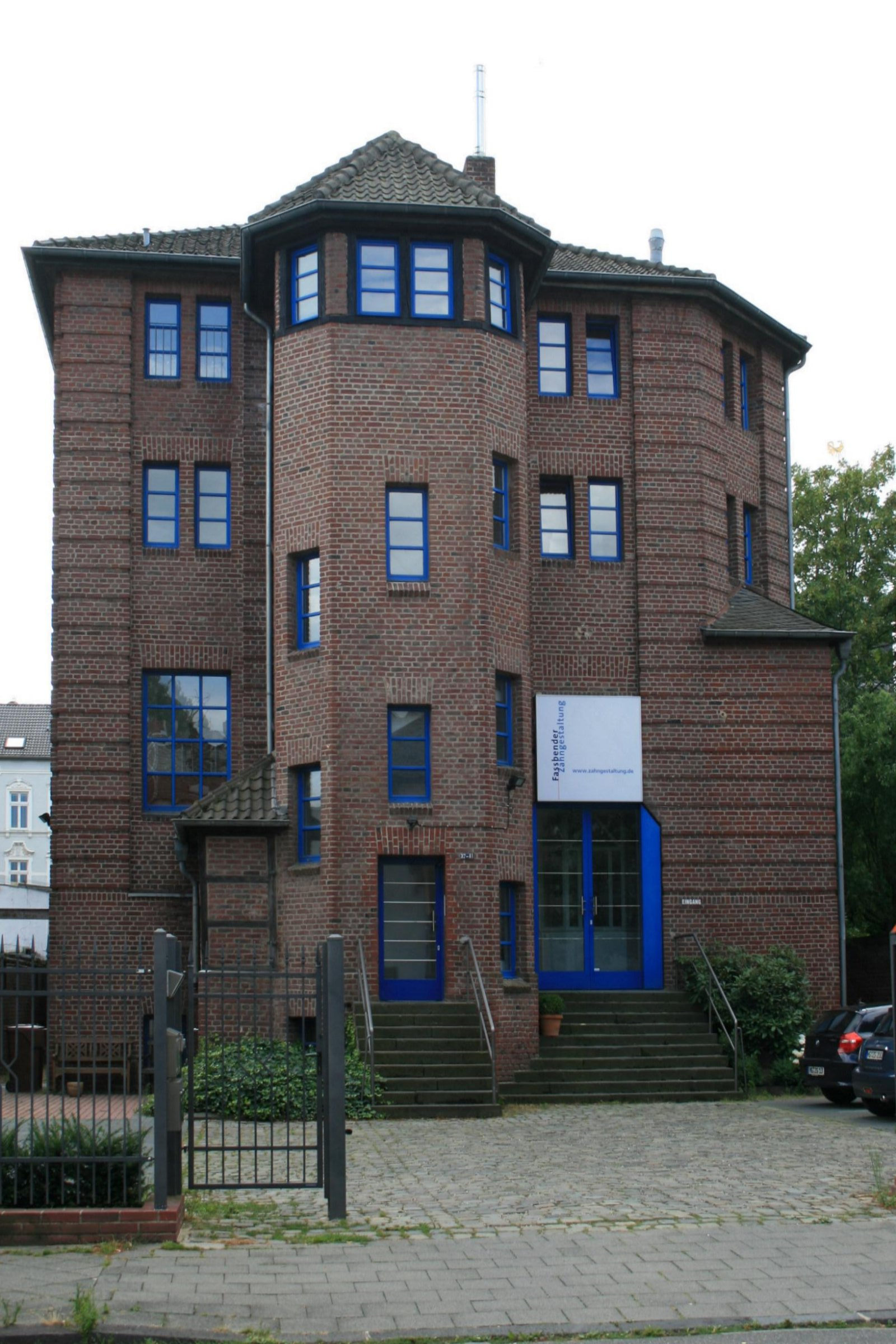
Wohngeschäftshaus (2010)

Das Wohn-/Geschäftshaus Knopsstraße 37–41 steht in Mönchengladbach (Nordrhein-Westfalen) im Stadtteil Westend.
Das Gebäude wurde Mitte des 19. Jahrhunderts erbaut. Es wurde unter Nr. K 016  am 4. Dezember 1984 in die Denkmalliste der Stadt Mönchengladbach eingetragen.

## Architektur
An der Knopsstraße bilden der evangelische Kindergarten aus der Mitte des 19. Jahrhunderts mit dem Objekt Knopsstraße 35 und das Transformatorenhaus eine Baugruppe. Weiterhin benachbart ist die alte katholische Schule Luisenstraße sowie die evangelische Grundschule Knopsstraße. Das dreigeschossige Backsteingebäude diente ursprünglich als Transformatoren- und Gleichrichtergebäude für die städtischen Verkehrsbetriebe. Der Baukörper ist von der Knopsstraße erheblich zurückversetzt, um ehemals einen Vorplatz für die Abstellung von Maschinen und Geräte zu haben. Das Gebäude ist voll unterkellert. Im Erdgeschoss war eine zweigeschossige Gleichrichterhalle, während in zwei Obergeschossen Wohnräume und Werkstätten untergebracht waren.